# Bursting Out
Bursting Out (Originaltitel: Jethro Tull Live – Bursting Out) ist das erste Livealbum der britischen Rockband Jethro Tull, das im September 1978 erschien.

## Entstehung und Veröffentlichung
1978 hatte Jethro Tull das Album Heavy Horses veröffentlicht, das als mittleres Album der Folk-Rock-Phase gilt. Anschließend unternahm die Band in Europa die Tournee Heavy Horses. Bursting Out entstand im Mai und Juni 1978 während dieser Tournee. Zu den Aufnahmeorten gehörte die Festhalle in Bern, und das Album beginnt mit einer Begrüßung 
durch Claude Nobs: "Gueten Abig mitenand, und herzliche Willkommen in Festhalle Bern!" (plus weitere Sprachen).
Das Album wurde am 22. September 1978 veröffentlicht. 1990 erschien in den Vereinigten Staaten eine verkürzte Version als CD-Ausführung. 2004 erschien eine remastered Doppel-CD mit den Liedern der Originalausgabe.
Eine Inflated Edition benannte umfangreiche Neuauflage erschien am 21. Juni 2024. Die Neuauflage umfasst:
- 3 CDs
- 3 DVDs
- Ein 96-seitiges Hardcover-Buch

- Bisher unveröffentlichte Aufnahmen und Soundchecks
- Eine komplette Show aus dem Madison Square Garden in New York in Bild und Ton
- Das Original-Album als Flat Transfer in 96/24 Stereo

Ein zentrales Element der Neuauflage ist ein komplett neuer Stereo-Mix des Albums, erstellt vom renommierten Produzenten Steven Wilson. Das Material wird in verschiedenen Audio-Formaten präsentiert:
- Stereo (96/24)
- 5.1 Surround Sound (Dolby Digital und DTS)[1][2][3]

## Besetzung
Jethro Tull spielte das Album mit Ian Anderson, Martin Barre, John Evan, Barriemore Barlow, David Palmer und John Glascock ein. Die meisten Texte und Kompositionen stammen, wie bei Jethro Tull üblich, von Ian Anderson, der das Album auch produzierte. Martin Barre komponierte Conundrum und mit Barriemore Barlow zusammen Quatrain. Jennie Anderson ist als Texterin von Aqualung angegeben. Bourée stammt ursprünglich von Johann Sebastian Bach, während God Rest Ye Merry Gentlemen ein von Jethro Tull adaptiertes Traditional ist. The Dambusters March wurde von Eric Coates komponiert.

## Inhalt und Stil
Die Band spielt „laut und hart“. Das Stück Skating Away (On the Thin Ice of the New Day) wird laut Ansage mit Instrumenten gespielt, die für die jeweiligen Musiker untypisch sind. So spielt der Bassist John Glascock die Leadgitarre, Gitarrist Martin Barre ist an der Marimba zu hören und Schlagzeuger Barriemore Barlow spielt Glockenspiel.
Das Album enthält mehrere Stücke aus dem Album Heavy Horses, jedoch nicht den Titelsong. Das älteste Stück ist A New Day Yesterday vom zweiten Jethro-Tull-Album Stand Up. Das längste Stück ist eine gekürzte Version des Stückes Thick as a Brick, das im Original über 40 Minuten lang ist.

## Artwork
Das Cover zeigt Ian Anderson singend und breitbeinig auf einem Bühnenboden sitzend. Über ihm schwebt ein großer, braun-oranger Ballon, auf dem in Versalien der Albumtitel steht. Der restliche Teil des Fotos ist schwarz mit einzelnen Lichteffekten, einige Bandmitglieder sind schemenhaft zu erkennen. Um das Foto herum befindet sich ein schwarzer Rahmen, auf dem der Bandname und „Live“ in kleinen Versalien steht.
Die Rückseiten des Albums unterscheiden sich je nach Erscheinungsdatum deutlich. Bei der deutschen Erstpressung der LP-Version von 1978 ist ein Foto von der Band abgebildet, die sich von der Bühne aus, offensichtlich nach dem Konzert bei den Zuhörern bedankt. Alle Mitglieder machen einen freudigen Eindruck und einige winken von der Bühne. Zudem ist dort über dem Foto die Titelliste mit Kopfnoten abgebildet, unter dem Foto sind die Kopfnoten erklärt; es handelt sich hierbei um die Aufnahmeorte. Bei der CD-Version von 2004 sieht man Anderson schräg von hinten beim Halten des beleuchteten Ballons, auf dem die Songtitel abgedruckt sind, links im Hintergrund sitzt John Evan am Keyboard.

## Titelliste

### LP/CD 1
1. Introduction by Claude Nobs – 0:50
2. No Lullaby – 5:35
3. Sweet Dream – 4:52
4. Skating Away (On the Thin Ice of the New Day) – 5:03
5. Jack in the Green – 3:37
6. One Brown Mouse – 4:08
7. A New Day Yesterday – 3:08
8. Flute Solo Improvisation/God Rest Ye Merry Gentlemen/Bourée – 6:08
9. Songs from the Wood – 2:32
10. Thick as a Brick – 12:32

### LP/CD 2
1. Introduction by Ian Anderson – 0:43
2. Hunting Girl – 6:01
3. Too Old to Rock ’n’ Roll: Too Young to Die!  – 4:19
4. Conundrum  – 6:55
5. Minstrel in the Gallery – 5:47
6. Cross-Eyed Mary – 3:39
7. Quatrain – 1:32
8. Aqualung – 8:35
9. Locomotive Breath – 5:32
10. The Dambusters March – 3:27

## Rezensionen
Bei Allmusic erhielt das Album drei von fünf möglichen Punkten, hierbei wurde vor allem bemängelt, dass die zu vermutende laute Atmosphäre einiger Stücke in der Aufnahme nicht richtig zur Geltung kommt.

## Kommerzieller Erfolg

### Chartplatzierungen
Bursting Out avancierte mit Rang sieben zum Top-10-Erfolg in Deutschland. In der Schweiz platzierte es sich erstmals nach einer Wiederveröffentlichung im Juni 2024.
| ChartsChartplatzierungen       | Höchstplatzierung | Wochen |
| ------------------------------ | ----------------- | ------ |
| Deutschland (GfK)              | 7 (14 Wo.)        | 14     |
| Österreich (Ö3)                | 16 (8 Wo.)        | 8      |
| Schweiz (IFPI)                 | 12 (1 Wo.)        | 1      |
| Vereinigte Staaten (Billboard) | 21 (15 Wo.)       | 15     |
| Vereinigtes Königreich (OCC)   | 17 (8 Wo.)        | 8      |

### Auszeichnungen für Musikverkäufe
| Land/Region                  | Auszeichnungen für Musikverkäufe (Land/Region, Auszeichnung, Verkäufe) | Verkäufe |
| ---------------------------- | ---------------------------------------------------------------------- | -------- |
| Kanada (MC)                  | Gold                                                                   | 50.000   |
| Vereinigte Staaten (RIAA)    | Gold                                                                   | 500.000  |
| Vereinigtes Königreich (BPI) | Silber                                                                 | 60.000   |
| Insgesamt                    | 1× Silber · 2× Gold ·                                                  | 610.000  |